# Centre Street

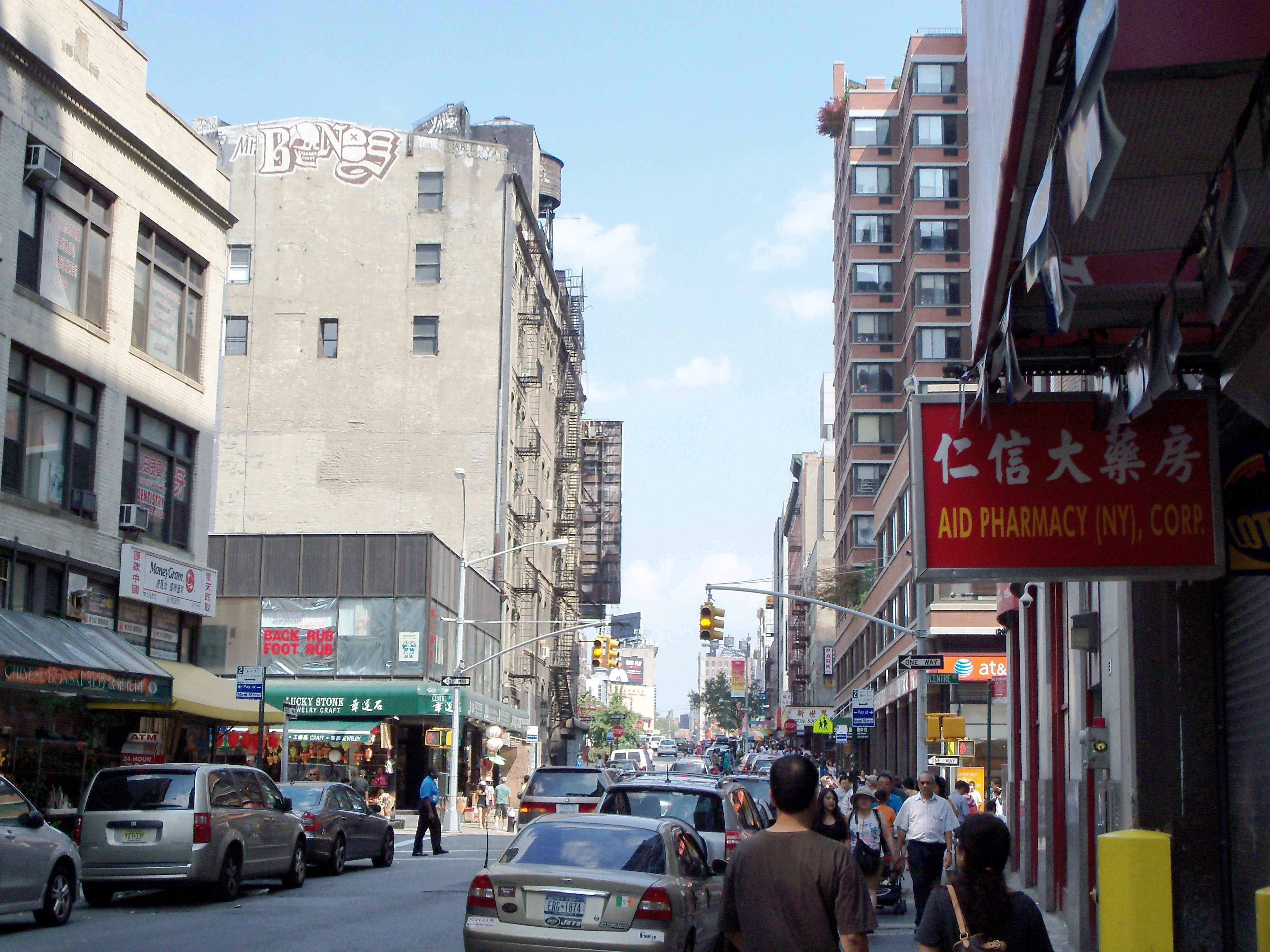
La esquina de las calles Walker y Centre, viendo hacia el este desde cerca del N° 99 de Walker Street

Centre Street (en inglés: Calle del Centro) es una calle de rumbo norte-sur en Manhattan, Nueva York, Estados Unidos. Cruza a través de los barrios del bajo Manhattan de Centro Cívico, Chinatown, Little Italy y NoLIta. Conecta Park Row en el sur con Spring Street en el norte, donde se une a Lafayette Street. Centre Street lleva tráfico con rumbo norte desde Reade Street y es de doble vía entre esta calle y el Puente de Brooklyn.

## Historia
Hasta 1821, no existía esta calle. El área estaba previamente ocupada por el Collect Pond, un cuerpo de agua fresca que era la principial fuente de agua potabla de la naciente ciudad, cubriendo aproximadamente 194,000 m² y con una profundidad de 15 m. La laguna estaba ubicada justo al norte de la actual Foley Square y al oeste de la moderna Chinatown. Ha sido desecada y la nueva grilla de calles se construyó sobre ella. Sin embargo, no hubo ninguna calle abierta entre Pearl y Reade. Cross Street (que venía de el área cercana que muchos años después sería conocida como los "Five Points") atravesaba toda la vía hasta Reade, y una sola cuadra iba de Reade a Chambers, y luego volteaba al este y se adentraba a lo que luego sería Park Row. En el siglo anterior, esta cuadra, que entonces terminaba en el Collect Pond, fue llamada "Potter's Hill". Al norte de Pearl Street, otra calle que seguía esa ruta era llamada "Collect Street". Para 1928, sería renombrada como Centre Street, pero aún terminaba en Pearl viniendo del norte. Hacia 1836, como mucho, un mapa podría mostrar esta disposición, pero en otra toda la distribución estaría en su lugar.
En el uso coloquial, "Centre Street" se podría referir a las diversas cortes u oficinas de gobierno a lo largo de las calles vecinas a Foley Square. 1 Centre Street es el Manhattan Municipal Building, 40 Centre Street es la Thurgood Marshall United States Courthouse (sede de la Corte de Apelaciones de los Estados Unidos para el Segundo Circuito), 60 Centre Street y 80 Centre Street son la división civil de la Corte Suprema del Condado de Nueva York, y 100 Centre Street es la división criminal de la misma. Esa corte prestó su dirección a un programa de televisión de corte duración. La corte es también oficina del Fiscal de distrito de Manhattan, aunque su ingreso es en el 1 Hogan Place. 111 Centre Street es la Corte Civil de la ciudad de Nueva York. El Departamento de Salud e Higiene Mental de la ciudad de Nueva York se encuentra en el 125 Worth Street, en la esquina con Centre Street.  Mas al norte, 240 Centre Street fue la sede principal del Departamento de Policía de Nueva York desde 1909 hasta 1973, aunque ese edificio hoy es residential. Adicionalmente, el Museo de los Chinos en América se ubica en el 215 Centre Street, en Chinatown.

## Transporte
La ruta norte del bus M1 recorre Centre Street entre Grand Street y Lafayette Street. La Línea de la Calle Nassau va debajo de Centre Street al sur de Kenmare Street, parando en la estación Canal Street y Chambers Street.